# Luz María Martínez Montiel
Luz María Martínez Montiel (San Juan Teotihuacán, 1935). Etnóloga, investigadora y académica mexicana, es la primera africanista de México, especialista en las culturas afroamericanas y en inmigración africana, europea y asiática.

## Estudios
Después de terminar la preparatoria en la Universidad Femenina de México, viajó a Nueva York y Chicago para estudiar a las comunidades negras de los Estados Unidos de América en la época de los movimientos integracionistas (1953). Un año después se trasladó a las Antillas (1954-1955), donde estudió el folclor y el sincretismo religioso afroantillano: la Santería y el Vudú. En 1956 estudió en París con los Ballets Africanos de Keita Fodeba y, en 1957-1959 con la bailarina y coreógrafa Katherine Dunham.
Martínez Montiel regresó a México a estudiar la licenciatura en Antropología en la Escuela Nacional de Antropología e Historia (INAH). Obtuvo el grado en la Maestría de Ciencias Antropológicas con la especialidad de Etnología en la Universidad Autónoma de México en 1965. Se trasladó a París donde realizó estudios como africanista en el Centro de Estudios Africanos, donde le otorgan el Diploma de Africanista en 1968. Al mismo tiempo trabajó en el Museo del Hombre. Obtuvo el doctorado en Etnología, en la Universidad René Descartes en la Sorbona de París en 1973. A su regreso a México realizó estudios en la Universidad Nacional Autónoma de México donde hizo el doctorado en Estudios Latinoamericanos.

## Trabajo de Campo
En 1962, realizó trabajos de campo en la Costa Chica de Guerrero, entre las poblaciones afromestizas, en 1964. Colaboró en el estudio socioeconómico de la zona de Teotihuacán y sus alrededores. Entre 1963 y 1965, hizo trabajo de campo en el Distrito Federal y en la zona de Teotihuacán.
Durante su estancia en el Museo del Hombre, realizó varios viajes de trabajo de campo en África Occidental y África del Norte (1967 y 1971). Con los materiales recolectados elaboró la tesis de Doctorado, sobre Arte y Máscaras en país Yoruba.
Fue nombrada por el INAH en 1973, para realizar una misión de intercambio entre Egipto y México, donde hace trabajo de campo en el país africano y el Líbano.
Además ha realizado trabajo de campo en: Argelia, Marruecos, Túnez, Senegal, Nigeria, Haití, Cuba, Puerto Rico, República Dominicana, Nueva York, Venezuela, Israel y París.

## Docencia e investigación
La Dra. Luz María Martínez ha dado cursos, seminarios y conferencias en instituciones nacionales e internacionales:
- Instituto de Altos Estudios de París
- Centro de Estudios de la Tradición Africana en Puerto Rico
- Universidad de Santo Domingo
- Instituto Latinoamericano de Berlín
- Universidad de Barcelona
- Universidad de Lisboa

En México ha impartido cátedra en:
- Universidad Autónoma de Guerrero
- Universidad Iberoamericana
- Instituto Nacional de Bellas Artes

De 1974 a 2014 fue profesora en la Facultad de Filosofía y Letras de la UNAM, impartiendo las asignaturas de Historia de África (en la Licenciatura de Historia) y el seminario de Historia de México Moderno: los procesos migratorios: siglos XVI-XIX (en el posgrado).
En el posgrado de Estudios Latinoamericanos, el seminario: Los aportes africanos a la cultura latinoamericana.
En este momento (2015) imparte el seminario Afroamérica: "La Tercera Raíz", a nivel de especialidad.
Desde 2004 colabora con el Programa Universitario de Estudios de la Diversidad Cultural y la Interculturalidad (PUIC) de la UNAM bajo la dirección del Etnólogo José del Val, con el proyecto Afroamérica: "La Tercera Raíz".
La Dra. Luz María Martínez ha dedicado su vida a difundir los estudios afroamericanos y afromexicanos, con el propósito de reconocer la herencia africana como “La Tercera Raíz” en México. Para ello ha fundado cursos, cátedras, exposiciones en diversas universidades y museos, así como organizado encuentros de afromexicanistas y afroamericanistas a nivel nacional e internacional.
Siendo investigadora en el Centro de Investigaciones Superiores del Instituto Nacional de Antropología e Historia (INAH), en 1975 fundó el proyecto Afroamérica: "La Tercera Raíz" y los Estudios de las Minorías Étnicas en México.
En el posgrado de la facultad de Filosofía y Letras de la UNAM, estableció la asignatura de África en América Latina y el seminario de Historia de México Moderno: los procesos migratorios Siglos XVI-XX, en 1980. En la Universidad de Guanajuato instituyó la Cátedra UNESCO de Estudios Afroiberoamericanos.
En Veracruz en 1987, la Dra. Luz María Martínez
- Contribuyó al proceso del establecimiento del Instituto Veracruzano de la Cultura (IVEC)
- Fundó el Premio Gonzalo Aguirre Beltrán
- Como Directora de Patrimonio Cultural, dirigió el establecimiento de la Sala de la Esclavitud Africana en el Museo de la Ciudad.

En 1989 con el apoyo del etnólogo José Del Val, director del Programa Universitario México Nación Multicultural (PUMNM-UNAM), creó el Festival Afrocaribeño.
En 1998, en Cuajinicuilapa, Guerrero, con el apoyo del PUMNM-UNAM, fundó el Museo de las Culturas Afromexicanas.

## Exposición itinerante
Instituyó la exposición itinerante Afroamérica: "La Tercera Raíz”, adscrita al PUIC-UNAM, la cual ha sido presentada en diferentes ciudades y museos:
- Ciudad de Oaxaca
- Universidad Autónoma del Estado de Morelos (2011)
- En diferentes ciudades de la entidad federativa de Veracruz (2008), Xalapa y Orizaba (2012)
- En la Ciudad de México la exposición ha sido presentada en la Casa del Lago y en la Embajada de Cuba (2001)
- República Dominicana (2003)
- Gabón (2004)
- Sede de "African Cultures" en Cotonú, Benín (2004)
- España (2009)
- Ecuador (2009)
- Cuba
- Nicaragua (2013)

## Premio a su nombre
En reconocimiento a su labor en el año 2014, el Programa Universitario de Estudios de la Diversidad Cultural y la Interculturalidad PUIC-UNAM funda la Medalla Luz María Martínez Montiel que fue entregada en las Jornadas 2014.

## Comités científicos internacionales
Ha participado como miembro de diversos comités científicos internacionales, entre ellos:
- La Ruta del Esclavo, UNESCO.
- African Diasporas en la Michigan University.
- Programa de Estudios Latinoamericanos, Varsovia.
- Fue presidente de la Comisión Anti-apartheid 1999, por el Consejo Mundial de las Organizaciones Panafricanas.
- Está en el repertorio de Africanistas 2000-2013.
- Actualmente (2015) es presidenta de Afroamérica México, A.C.

## Sociedades a las que pertenece
- Academia Mexicana de Ciencias
- Sistema Nacional de Investigadores
- Sociedad Mexicana de Etnólogos
- Société des Africanistes
- Société des Américanistes
- Musée de l'Homme (París)
- Miembro honorífico del Instituto Mexicano-Israelí
- Asociación Yoruba A.C., de Cuba
- Fundación Fernando Ortiz
- Miembro Honoris Causa del Centro de Estudios de la Cultura y Tradición Africana, Inc., de Puerto Rico
- Miembro de Honor de la Comisión de Homenaje a la Antropóloga y Coreógrafa Katherine Dunham

## Obra bibliográfica
- Asiatic Migrations in Latin America, (1981), El Colegio de México.
- La gota de oro, Migración y pluralismo étnico en América Latina, (1987), Instituto Veracruzano de la Cultura, (IVEC).
- Afroamérica La Tercera Raíz, (1988), IVEC.
- Negros en América, (1992), MAPFRE.
- Inmigración y diversidad cultural en México. Una propuesta metodológica para su estudio, (2005). UNAM
- Antropología: conocimiento y comprensión de la humanidad, (1989), Esfinge.
- Afroamérica I. La ruta del esclavo, (2004), UNAM.
- Africanos en América, (2008), UNAM..
- Afroamérica II. Africanos y Afrodescendientes, (2012), UNAM.
- En prensa: Afroamérica III. La tercera Raíz. Presencia africana en México.

- En 2004, es coordinadora y coautora de Afroamérica. La Tercera Raíz. Impacto de la esclavitud en América (17 volúmenes.), publicado por La Fundación Histórica Tavera y Fundación I. H. De Larramendi.
- En el año 2005, La Fundación Histórica Tavera publica en CD sus ensayos:
- Afroamérica crisol centenario.
- Culturas afrohispanas. Antecedentes y desarrollo.
- El exilio de los dioses: religiones afrohispanas.
- El tráfico en la América hispana: el recurso a los negros.
- Trabajo esclavo en México.
- Líneas de investigación.

- Coordinadora, y coautora de Presencia africana en América, publicados por CONACULTA:
- Presencia africana en Centroamérica, (1993).
- Presencia africana en el Caribe, (1995).
- Presencia africana en México, (1994).
- Presencia africana en Sudamérica, (1995).

En Radio Educación realizó treinta y tres programas con el tema Afroamérica y sus canciones. 2004

## Premios y reconocimientos
Ha recibido distinciones nacionales e internacionales entre las cuales destacan:
- Medalla Conmemorativa de Vojts Naprstek otorgada por el Museo Naprstovo de Praga en Polonia en 1977.
- Plaqueta Conmemorativa de los 100 años de la Independencia de Rumania, otorgada por el gobierno de Rumania en 1977.
- Premio Nacional Gonzalo Aguirre Beltrán por su trabajo La resistencia esclava en América en 1988, otorgado por el Gobierno del Estado de Veracruz Llave, el Instituto Veracruzano de Cultura y el Centro de Investigaciones históricas de la Universidad Veracruzana.
- Primer premio de Comparsa y Carroza en el carnaval de Veracruz, por el H. Ayuntamiento de Veracruz en 1989.
- Diploma por la creación de la Primera Sala de Esclavitud en el Museo de la Ciudad de Veracruz, por el H. Ayuntamiento de Veracruz en 1992.
- Reconocimiento como Visitante Distinguida, por el Ayuntamiento de la Ciudad de Veracruz. 1992.
- Diploma del H. Ayuntamiento de Veracruz en 1994.
- Diploma de Reconocimiento de la Universidad de Alcalá de Henares en España por la Cátedra UNESCO de Estudios Afroiberoamericanos, en 1998.
- Medalla al Mérito Universitario, Universidad Nacional Autónoma de México por 25 años de servicios académicos en 1999.
- Diploma otorgado por el Gobierno del Estado de Veracruz, a través de la Secretaría de Educación y Cultura y, del Instituto Veracruzano de Cultura, en reconocimiento a sus numerosas aportaciones al conocimiento y difusión de la cultura africana como una de las raíces que conforman la integración de la cultura mestiza iberoamericana en 1999.
- Medalla Gonzalo Aguirre Beltrán, Gobierno del Estado de Veracruz – IVEC en 1999.
- Premio Internacional Casa del Caribe, otorgado por La Casa del Caribe. Santiago de Cuba. XX Festival del Caribe en 2000.
- Diploma de Huésped Distinguido de la Ciudad de Santo Domingo, Primada de América, por sus trabajos en Investigación e Historia del Caribe, otorgado por el Ayuntamiento del Distrito Nacional en la Ciudad de Santo Domingo, República Dominicana en 2001.
- Diploma de honor y Medalla al mérito docente Maestro Rafael Ramírez por su obra educativa durante 30 años por la Secretaria de Educación Pública (SEP), en 2002.
- Es declarada Embajadora del Renacimiento Africano en América Latina, por la Asociación African Cultures en la República de Benín, en Cotonú, en 2004.
- Premio Internacional de la Fundación Fernando Ortiz, con sede en La Habana, Cuba, en 2006.
- Diploma de Honor por su contribución al rescate, conservación y difusión del patrimonio cultural de los pueblos de Latinoamérica y el África, por el Museo Afroperuano del Perú, en 2006.
- Diploma y Reconocimiento del Gobierno del Estado de Veracruz de Ignacio de la Llave y del Instituto Veracruzano de Cultura por su contribución al proceso de fundación del Instituto Veracruzano de Cultura (IVEC), en el XX aniversario en 2007.
- Reconocimiento del Centro de Investigaciones sobre América Latina y el Caribe CIALC- UNAM por su contribución a los estudios Afroamericanos, en 2013.
- Medalla y Diploma Al mérito Universitario por sus 35 años de labor académica, Facultad de Filosofía y Letras – UNAM, en 2014.
- En reconocimiento a su contribución en los estudios afroamericanos, El PUIC - UNAM organizó en su sede las Jornadas Luz María Martínez Montiel, en 2014.